# Chiropterotriton magnipes
Chiropterotriton magnipes é uma espécie de salamandra da família Plethodontidae.
É endémica do México.
Os seus habitats naturais são: regiões subtropicais ou tropicais húmidas de alta altitude, cavernas e habitats subterrâneos (excluindo cavernas).
Está ameaçada por perda de habitat.